# Ministerstwo Ochrony Zdrowia Federacji Rosyjskiej
Ministerstwo Ochrony Zdrowia Federacji Rosyjskiej (ros. Министе́рство здравоохранения Росси́йской Федера́ции, Минздрав, Ministierstwo zdrawoochranienia Rossijskoj Fiedieracjii) – federalny organ władzy wykonawczej w Federacji Rosyjskiej, odpowiedzialny za opracowywanie oraz wdrażanie polityki państwowej z zakresu: 
- zdrowia,
- obowiązkowych ubezpieczeń zdrowotnych,
- produkcji i dystrybucji leków i produktów służącym ochronie zdrowia,
- profilaktyki chorób,
- leczenia,
- rehabilitacji,
- skuteczności, jakości i bezpieczeństwa leków,
- sanitarnego i epidemiologicznego dobrobytu obywateli,
- pomocy medycznej.

## Ministrowie resortu
- Wieronika Skworcowa (2012–2020)[1]
- Michaił Muraszko (od 2020)[2]